# Ludobójstwo francusko-francuskie. Wandea – departament zemsty
Ludobójstwo francusko-francuskie. Wandea departament zemsty (Oryg: La génocide franco-français la Vendée-Vengé) – książka na temat wojen wandejskich autorstwa Reynalda Sechera, historyka i politologa wydana w 1986 roku. Przedmowę do książki napisał profesor Uniwersytetu Paris IV-Sorbonne Jean Meyer. Polskie wydanie, w tłumaczeniu Mariana Miszalskiego ukazało się w 2003 roku nakładem wydawnictwa Iskry. 
Autor dowodzi tezy, że władze rewolucyjne dokonały ludobójstwa na ludności Wandei, kierując się kryterium pochodzenia: każdy kto był z Wandei – miał zginąć. Publikacja książki wywołała gwałtowne spory i polemiki w środowisku francuskich historyków.